# Modolești (gmina Întregalde)
Modolești – wieś w Rumunii, w okręgu Alba, w gminie Întregalde. W 2011 roku liczyła 88 mieszkańców.